# 12442 Beltramemass
12442 Beltramemass eller 1996 DO1 är en asteroid i huvudbältet som upptäcktes den 23 februari 1996 av Santa Lucia Stroncone-observatoriet i Stroncone. Den är uppkallad efter Massimiliano Beltrame.
Asteroiden har en diameter på ungefär 11 kilometer.